# Предвестници на бурята
Предвестници на бурята е заглавието на издадените спомени на революционера Петър Манджуков.
Спомените си Манджуков пише между 1946 и 1959 година. По-късно той ги изпраща по нелегални канали в Париж, където от името на парижката секция на Федерацията на анархокомунистите в България (ФАКБ) са предоставени в документалната библиотека към университета в Нантер, който получава авторските права за разпространение в чужбина.
Българските анархисти от Федерацията на анархистите в България и близки на автора получават двадесет ксерокопия от оригиналния авторски ръкопис. По едно от тях е съставено и изданието от 2013 г. То е и най-пълното досега – с минимални промени по оригинала, за да се съхранят възможно най-добре духът на времето и автентичността на историческия текст.
Изданието на Федерацията на анархистите в България е по случай 110-годишнината от Солунските атентати на гемиджиите в София, 2013 година.
Съдържание:
1. Първи стъпки (5)
2. В четата на Гоце Делчев (141)
3. В Цариград и Солун (273)
4. Затишие пред буря (427)
5. Бурята (535)

Книгата е издадена с подкрепата на Антон Николов, Петко Василев, Кръстьо Павлов, Георги Беликапов, Георги Калчев, Александър Ванчев, Александър Наков, Койчо Койчев, Петко Кърпатов и др.